# Pseudolasius boreus
Pseudolasius boreus är en myrart som beskrevs av Wheeler 1915. Pseudolasius boreus ingår i släktet Pseudolasius och familjen myror. Inga underarter finns listade i Catalogue of Life.